# Maud Ekendahl
Maud Ingeborg Ekendahl, född Oldenborg 16 juli 1949 i Västra församlingen i Nyköping, är en svensk politiker (moderat), som var ersättare i riksdagen 1991–1994 och ordinarie riksdagsledamot 1995–2002 och 2004–2006. I riksdagen var hon ledamot i justitieutskottet 1995–2002 och bland annat suppleant i skatteutskottet och socialutskottet. Ekendahl är företagssköterska.
I slutet av 2007 lyfte Ekendahl 33 665 kronor i månaden i inkomstgaranti från riksdagen, och konstaterade att "om jag enligt de regler som varit i riksdagen är berättigad till den här garantin, då är man dum om man går ut och jobbar och söker jobb".
I slutet av 2008 arbetade hon ideellt för Röda korset.